# Паладијеве виле
Град Виченца (итал. Vicenza) и Паладијеве виле (итал. Ville palladiane) у покрајини Венето, у северној Италији, уврштени су 1994. године на УНЕСКО-в списак Светске баштине у Европи како би се заштитила заоставштина архитекте Андреа Паладиа. У почетку су на попису само били уврштени објекти на подручју града Виченце као што су Театро Олимпико, палате и неколико вила. Међутим, већина Паладијевих вила се налази изван самог града, па се списак проширио 1996. године како би и оне биле укључене. Данашњи назив се одражава на чињеницу да заштићена локација укључује Паладијеве виле широм покрајине Венето.
Вила је израз који се користи да опише престижне куће, често богатих породица, а у покрајини Венето познате су и под називом палате (palazzo). У већини случајева власници своје палате зову породичним презименом, па тако постоје две палате Киерикати, једна у Виченци а друга у градској околини. Исто тако палата Фоскари је у Венецији, а вила Фоскари је у околини града. Помало збуњујуће је да постоје више вила Писани, укључујући и две Паладијеве.

## Списак вила
- Вила Ангарано, Басано дел Грапа
- Вила Бадоер, Фрата Полезине
- Вила Барбаро, Мазер
- Вила Валмарана, Болцано Вичентино
- Вила Валмарана, Монтичело Конте Ото
- Вила Гацоти Гримани, Виченца
- Вила Годи, Лонедо ди Луго Вичентино
- Вила Емо, Веделаго
- Вила Зено, Чесалто
- Вила Калдоњо, Калдоњо
- Вила Капра „Ла Ротонда“, Виченца
- Вила Кјерикати, Грумоло деле Абадесе
- Вила Корнаро, Пјомбино Десе
- Вила Пизани, Бањоло ди Лониго
- Вила Пизани, Монтањана
- Вила Пјовене, Луго Вичентино
- Вила Појана, Појана Маџиоре
- Вила Сарачено, Агуљиаро
- Вила Серего, Сан Пјетро во Каријано
- Вила Тиене, Квинто Вичентино
- Вила Трисино, Виченца
- Вила Трисино, Сарего
- Вила Форни Черато, Монтекио Прекалчино
- Вила Фоскари, Мира